# Tethystola cincta
Tethystola cincta là một loài bọ cánh cứng trong họ Cerambycidae.